# دانيال سمول (لاعبة كريكت)
دانيال سمول (16 مارس 1989 بباربادوس - ) (بالإنجليزية: Danielle Small)‏ هي لاعبة كريكت باربادوسية. شاركت مع منتخب الهند الغربية للكريكت.

## وصلات خارجية
- دانيال سمول على موقع إي آس بي آن كريك إنفو (الإنجليزية)